# Ariane 1
La fusée Ariane 1 est la première version de la famille de lanceurs fusées Ariane développée dans les années 1970 par l'Agence spatiale européenne pour que l'Europe puisse lancer  ses satellites en toute autonomie. Cette version pouvait placer des charges utiles en orbite de transfert géostationnaire (GTO). Le premier vol a lieu le 24 décembre 1979. Ariane 1 est utilisée à onze reprises et connait deux échecs. Elle est rapidement remplacée par des versions plus puissantes — Ariane 2, Ariane 3 et surtout Ariane 4 — mieux adaptées au poids croissant des satellites de télécommunications. La fusée était lancée depuis un pas de tir construit à son intention au Centre spatial guyanais (CSG), à Kourou en Guyane française.

## Caractéristiques techniques
Avec une masse au décollage de 210 tonnes, pour une hauteur de 47,4 m et un diamètre de 3,8 m, elle était capable de placer une charge utile de 1 850 kg en orbite de transfert géostationnaire (GTO). Elle pouvait emmener au choix un seul gros satellite ou un assemblage de deux plus petits.
Ariane 1 est une fusée à 3 étages :
- le premier était équipé de quatre moteurs Viking 5 ;
- le deuxième n'avait qu'un seul moteur Viking 4 ;
- le troisième était équipé, lui, d'un moteur cryotechnique HM-7, de 7 tonnes de poussée.

Cette architecture sera conservée dans les versions suivantes du lanceur.

### Premier étage L140
Le premier étage d'Ariane 1, à la base du lanceur, est nommé L140 car transportant près de 140 tonnes (147,6 tonnes, plus précisément) d'ergols liquides (UH25 + N2O4). Ses dimensions sont de 18,40 m de hauteur et 3,80 m de diamètre, pour un poids de 13,270 tonnes à vide. Équipé de quatre moteurs Viking 5, fournissant au décollage une poussée totale de 245 t, il est allumé à H-0 jusqu'à H+146 s. Pour sa conception ont été utilisés des matériaux à faible densité, à savoir un alliage d'aluminium, de zinc et de magnésium.

### Deuxième étage L33
Le deuxième étage d'Ariane 1 se situe au-dessus du premier étage. Il embarque moins d'ergols (34,1 tonnes), et n'est pourvu que d'un seul moteur Viking 4. De plus petites dimensions que l'étage L140, 11,69 m de hauteur pour un diamètre de 2,60 m, il pèse 3 285 kg et a été conçu en aluminium. La connexion avec le L140 est rendue possible par une « jupe inter-étage » conique.
Le Viking 4 qui équipe le L33 présente des caractéristiques proches des Viking 5 du L140. Cependant, il est monté sur un dispositif assurant deux degrés de liberté, permettant le contrôle de l'orientation en lacet et en tangage. Sa principale différence réside dans sa tuyère, ne devant fonctionner que dans le vide car étant employée à partir d'une altitude d'environ 90 km. À l'opposé des Viking 2 qui devaient propulser Ariane dans l'atmosphère et dans le vide, il n'était pas nécessaire de le doter d'une tuyère aussi courte. En effet, de telles tuyères permettent une détente plus rapide des gaz sortant de la chambre de combustion face à la pression atmosphérique. Dans le vide, une tuyère longue donnera un taux de détente plus important. Les gaz sortant du Viking 4 sont donc éjectés à la vitesse de 2 890 m/s pendant 138 s, en développant une poussée de 73 t. Le lanceur atteint l'altitude de 140 km et une vitesse proche de 5 km/s, puis intervient la séparation entre étages 2 et 3. Le L33 s'autodétruit une trentaine de secondes après cette séparation.

### Troisième étage H8
Situé au-dessus du deuxième étage et de même diamètre que ce dernier, il mesure 9,1 m de haut et contient 8,2 tonnes d'ergols liquéfiés (O2 et H2 liquides). Il est propulsé par un moteur cryotechnique HM7, qui peut fournir une poussée de 7 t et dont la durée de fonctionnement est de 557 s. Au sommet de cet étage se trouve la case à équipements, qui contient le système de guidage de la fusée, ainsi que les différents systèmes assurant l'acquisition en temps réel par le centre de contrôle des données concernant sa mission.

### La case à équipements et la coiffe
La case à équipements est placée au sommet du 3e étage et renferme les équipements qui permettent de piloter le lanceur. D'un diamètre de 2,6 mètres pour une hauteur de 1,15 mètre elles pèse 326 kg. La coiffe qui couronne le lanceur et protège la charge utile (satellite) et mesure 3,2 m de diamètre pour 8,65 m de hauteur (dimensions extérieures) et pèse 826 kg.

## Déroulement d'un lancement
Le lancement de la fusée est effectué suivant un minutage très précis, dont la référence est établie à H0, qui correspond au moment précis de la mise à feu des moteurs du premier étage du lanceur. Les opérations effectuées avant ce point de départ sont désignées par H0-x secondes, et celles effectuées après le départ de la fusée par H0+x secondes.
H0 -9 sdéverrouillage de la plateforme inertielle, responsable du guidage de la fusée au cours de son vol.
H0 -4 sdéverrouillage du système de plaques isolantes et des bras cryogéniques, assurant le maintien de la bonne température dans les réservoirs d'ergols avant le décollage.
H0 -0,2 scompte rendu d’effacement des bras cryogéniques. Si ces derniers ne sont pas correctement écartés de la fusée, ils risquent d'être accrochés par cette dernière au moment du décollage.
H0mise à feu des quatre moteurs Viking 2 du 1er étage, qui développent une poussée cumulée au décollage de 245 t (2 402,62 kN). La fusée a une masse totale de 211 568 kg.
H0 +3 sdécollage. 1 500 kg d'ergols sont consommés sur la table de lancement entre le moment de l'allumage des moteurs et le décollage. La fusée décolle avec une masse de 210 068 kg. Elle suit une trajectoire verticale.
H0 +23 sfin de montée verticale et début de basculement en tangage. Entre H0 + 23 s et H0 + 25 s, il bascule en tangage de 1,6° (l'angle de basculement est défini par l'axe X du lanceur et la verticale inertielle passant par la table à l'instant de libération de la centrale). Pendant le reste du vol du 1er étage, l'attitude commandée au lanceur suit une loi prédéterminée qui assure nominalement une trajectoire à incidence quasi nulle dans un plan d'azimut constant de 93,5°. L'angle de basculement en fin de vol du 1er étage vaut 66,3°.
H0 +2 min 30 sdétection de mi-poussée du 1er étage et extinction de ses moteurs.
H0 +2 min 32 sise à feu des fusées d'accélération du 2e étage. Ces fusées, dites « de tassement », permettent de bien plaquer les ergols au fond des réservoirs, afin que les turbopompes soient bien alimentées et que l'allumage du moteur Viking 4 se produise dans les meilleures conditions.
H0 +2 min 34 sséparation du 1er étage, qui ne pèse plus que 15 136 kg (poids de sa structure et des ergols résiduels). Mise à feu des rétrofusées du 1er étage, afin de l'éloigner rapidement du reste de la fusée. Il retombe dans l'océan Atlantique à environ 400 km du pas de tir. À la séparation, la fusée ne pèse plus que 50 817 kg et elle se trouve à une altitude de 50,9 km. Sa vitesse est de 1 789 m/s.
H0 +2 min 35 sallumage du moteur Viking 4 du 2e étage.
H0 +2 min 37 spuissance nominale du moteur du 2e étage, produisant une poussée de 73 t (715,88 kN).
H0 +2 min 42 slargage des fusées d'accélération du 2e étage.
H0 +2 min 44 sfin de la phase d'ascension à incidence nulle et début de la phase guidée. Manœuvre effectuée en lacet.
H0 +4 min 15 slargage de la coiffe. La fusée est à une altitude de 113,3 km et se déplace à une vitesse de 3 493 m/s. À cette altitude, la résistance de l'air a quasiment disparu et elle ne représente plus aucun obstacle. Le fait de se séparer de la coiffe allège un peu la fusée (-857 kg). Elle retombe dans l'océan Atlantique à environ 1 300 km du pas de tir.
H0 +4 min 49 sdébut d'extinction du 2e étage.
H0 +4 min 51 smise à feu des fusées de tassement du 3e étage.
H0 +4 min 55 sséparation du 2e étage, qui ne pèse plus que 4 163 kg (poids de sa structure et des ergols résiduels). Mise à feu des rétrofusées du 2e étage, afin de l'éloigner rapidement du reste de la fusée (il sera auto-détruit 30 s plus tard...). À la séparation, la fusée ne pèse plus que 11 290 kg et elle se trouve à une altitude de 138,5 km. Sa vitesse est de 4 223 m/s.
H0 +5 min 01 sallumage du moteur-fusée HM-7 du 3e étage.
H0 +5 min 02 spuissance nominale du moteur du 3e étage, produisant une poussée de 7 t (68,64 kN). À la différence des deux premiers étages, celui-ci brûle un mélange cryogénique, à savoir O2 + H2 à l'état liquide.
H0 +5 min 11 slargage des fusées de tassement du 3e étage.
H0 +5 min 26 sauto-destruction du 2e étage. Ses restes retombent dans l'océan Atlantique à environ 2 200 km du pas de tir.
H0 +6 min 12 sacquisition du lanceur par la station de Natal, au Brésil. Cette poursuite radar s'effectue jusqu'à H0 +13 min 15 s.
H0 +8 min 06 sperte du signal de Kourou.
H0 +12 min 02 sAcquisition lanceur par la station d'Ascension. Cette poursuite s'effectue jusqu'à H0 +21 min 50 s.
H0 +13 min 18 sperte du signal de Natal.
H0 +14 min 18 svitesse d'injection atteinte. Démarrage de la séquence d'arrêt du 3e étage. L'altitude la fusée est de 222 km et sa vitesse est de 8 751 m/s. Sa masse est de 3 193 kg, dont 1 550 kg pour l'étage sec, auxquels s'ajoutent la case à équipements, les fluides résiduels et les 1 635 kg de charge utile.
H0 +14 min 20 sstabilisation par le Système de Contrôle d’Attitude et de Roulis (SCAR) de l'attitude du composite dans la direction nominale à l'injection.
H0 +16 min 18 sdébut de la procédure de séparation de la charge utile et du 3e étage.
H0 +16 min 19 sdébut de spin : réduction de 10 tr/min à 3 tr/min pendant 15 s et basculement en tangage de 90° du 3e étage.
H0 +16 min 19 sséparation de la charge utile. Fin de la mission du lanceur.

## Lancements
| Vol  | N° | Date et heure (UTC)       | Site          | Résultat | Charge utile                          |
| ---- | -- | ------------------------- | ------------- | -------- | ------------------------------------- |
| L-01 | 1  | 24 décembre 1979, 17 h 14 | Kourou, ELA-1 | Succès   | CAT-1 (Obélix). Vol de qualification. |
| L-02 | 2  | 23 mai 1980, 14 h 29      | Kourou, ELA-1 | Échec    | AMSAT P3A (Oscar 9), Firewheel, CAT 2 |
| L-03 | 3  | 19 juin 1981, 12 h 32     | Kourou, ELA-1 | Succès   | Météosat 2                            |
| L-04 | 4  | 20 décembre 1981, 1 h 29  | Kourou, ELA-1 | Succès   | Marecs A                              |
| L-05 | 5  | 10 septembre 1982, 2 h 12 | Kourou, ELA-1 | Échec    | Marecs B                              |
| L-06 | 6  | 16 juin 1983, 11 h 59     | Kourou, ELA-1 | Succès   | ECS 1 ,Amsat P3B                      |
| L-07 | 7  | 19 octobre 1983, 0 h 45   | Kourou, ELA-1 | Succès   | Intelsat-5 F7                         |
| L-08 | 8  | 5 mars 1984, 0 h 50       | Kourou, ELA-1 | Succès   | Intelsat-5 F8                         |
| V-09 | 9  | 23 mai 1984, 1 h 33       | Kourou, ELA-1 | Succès   | Spacenet F1                           |
| V-14 | 14 | 2 juillet 1985, 11 h 23   | Kourou, ELA-1 | Succès   | Giotto                                |
| V-16 | 16 | 22 février 1986, 1 h 44   | Kourou, ELA-1 | Succès   | Spot-1                                |

CAT-1 (en), le premier satellite lancé par la fusée Ariane, le 24 décembre 1979, fut surnommé Obélix. Ce lancement eut lieu 14 ans après le lancement d'Astérix, le premier satellite français, par le lanceur français Diamant A.

## Carrière opérationnelle
Le premier vol a lieu le 24 décembre 1979 et est un succès. Le deuxième se termina par une explosion au cours du décollage. Il y eut encore deux vols de qualification, à partir du 19 juin 1981, qui se déroulèrent cette fois sans problème. Lors du troisième vol, ce sont trois satellites qui furent mis en orbite. Le 10 septembre 1982, son cinquième vol, qui était le premier vol commercial, fut un échec. La fusée s'arrêta après sept minutes de vol. Après une revue profonde de toute la fusée, les six vols suivants se déroulèrent sans accroc. Le vol 14 du 2 juillet 1985 envoya la sonde Giotto vers la comète de Halley. Le dernier vol, le onzième d'Ariane 1, eut lieu le 22 février 1986, il lança le premier satellite Spot.